# Campionato asiatico 2016 (hockey su pista)
Il Campionato asiatico di hockey su pista 2016 è stata la sedicesima edizione della massima competizione asiatica per le rappresentative di hockey su pista maschili maggiori e fu organizzata dalla CARS. La competizione si svolse dal 23 ottobre al 1º novembre 2016 a Lishui in Cina. 
La vittoria finale è andata alla nazionale di Macao che si è aggiudicata il torneo per la decima volta nella sua storia.

## Formula
Il campionato asiatico 2016 vide la partecipazione di quattro nazionali asiatiche. La manifestazione fu organizzata tramite un girone all'italiana con gare di andata e ritorno; erano assegnati tre punti per l'incontro vinto, un punto a testa per l'incontro pareggiato e zero la sconfitta. Al termine la prima squadra classificata venne proclamata campione d'Asia.

## Squadre partecipanti
| Squadra       | Partecipazioni precedenti al torneo                                                           |
| ------------- | --------------------------------------------------------------------------------------------- |
| Giappone      | 14 (1985, 1987, 1989, 1991, 1995, 1997, 1999, 2001, 2004, 2005, 2007, 2009, 2010, 2014)       |
| India         | 15 (1985, 1987, 1989, 1991, 1995, 1997, 1999, 2001, 2004, 2005, 2007, 2009, 2010, 2012, 2014) |
| Macao         | 13 (1987, 1989, 1991, 1995, 1997, 1999, 2001, 2004, 2005, 2007, 2009, 2012, 2014)             |
| Taipei cinese | 13 (1987, 1989, 1991, 1995, 1999, 2001, 2004, 2005, 2007, 2009, 2010, 2012, 2014)             |

Nota bene: nella sezione "partecipazioni precedenti al torneo" le date in grassetto indicano la squadra che ha vinto quell'edizione del torneo

## Svolgimento del torneo

### Classifica finale
| Pos | Squadra       | Pt | G | V | N | P | GF | GS | DG  |
| --- | ------------- | -- | - | - | - | - | -- | -- | --- |
| 1.  | Macao         | 13 | 6 | 4 | 1 | 1 | 42 | 31 | +11 |
| 2.  | India         | 7  | 6 | 2 | 1 | 3 | 32 | 33 | -1  |
| 3.  | Giappone      | 7  | 6 | 2 | 1 | 3 | 29 | 31 | -2  |
| 4.  | Taipei cinese | 7  | 6 | 2 | 1 | 3 | 40 | 48 | -8  |